# فرانک کرنان
فرانک کرنان (انگلیسی: Frank Cornan; ۵ مهٔ ۱۸۸۰ – ۳۱ مهٔ ۱۹۷۱) بازیکن فوتبال اهل بریتانیا بود.
از باشگاه‌هایی که در آن بازی کرده‌است می‌توان به باشگاه فوتبال بارنزلی، باشگاه فوتبال استون ویلا، باشگاه فوتبال اکستر سیتی، باشگاه فوتبال نلسون، و باشگاه فوتبال بیرمنگام سیتی اشاره کرد.